# Coppa della Toscana

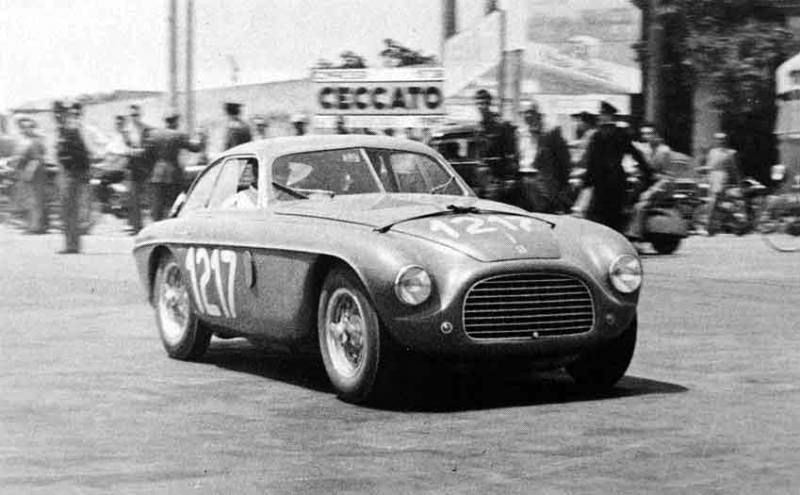
Cornacchia et Del Carlo en Ferrari 195 S lors de la Coppa della Toscana 1950.

La Coppa della Toscana (qui signifie Coupe de Toscane en italien) était une course de voitures de sport qui se déroulait sur les routes de Toscane, passant par Livourne et Florence, entre 1949 et 1954.

## Histoire
Pour la saison 1949 de la course Mille Miglia, il fut décidé que l'édition de cette année-là contournerait la ville de Florence. En conséquence directe de cette décision, l'Automobile Club de Florence choisit d'organiser une course alternative qui se déroulerait en Toscane. Ce nouvel événement permettrait aux voitures de sport et aux voitures de tourisme de concourir dans les rues des villes toscanes et sur les routes de la région.
Le principal organisateur de cette course était le directeur de l'Automobile Club de Florence, Amos Pampaloni, qui négocia également avec les clubs automobiles voisins pour obtenir leur soutien. Finalement, l'événement traversa dix provinces toscanes : Arezzo, Florence, Grosseto, Livourne, Lucques, Massa, Pise, Pistoie, Sienne et Viterbe.
La course se déroula de 1949 à 1954 en tant qu'épreuve hors championnat, faisant le tour de la Toscane. Les deux premières éditions empruntaient un circuit dont le départ et l'arrivée se trouvaient à Livourne. À partir de 1951, le départ et l'arrivée furent déplacés à Florence. La distance et le tracé de chaque course variaient presque à chaque édition, mais restaient bien plus courts que ceux de la Mille Miglia. Les concurrents devaient boucler un seul tour de course.
De nombreuses catégories furent mises en place pour chaque édition, englobant les voitures de sport, de grand tourisme et de tourisme, puis élargies aux voitures de sport de série. Chaque catégorie était ensuite subdivisée en classes de cylindrée, parfois aussi réduites que 350 cm³.

### Édition 1949

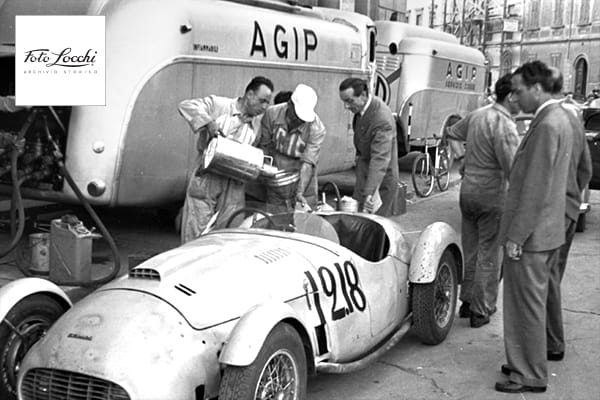
Fiat-Ermini 1100 Siluro.

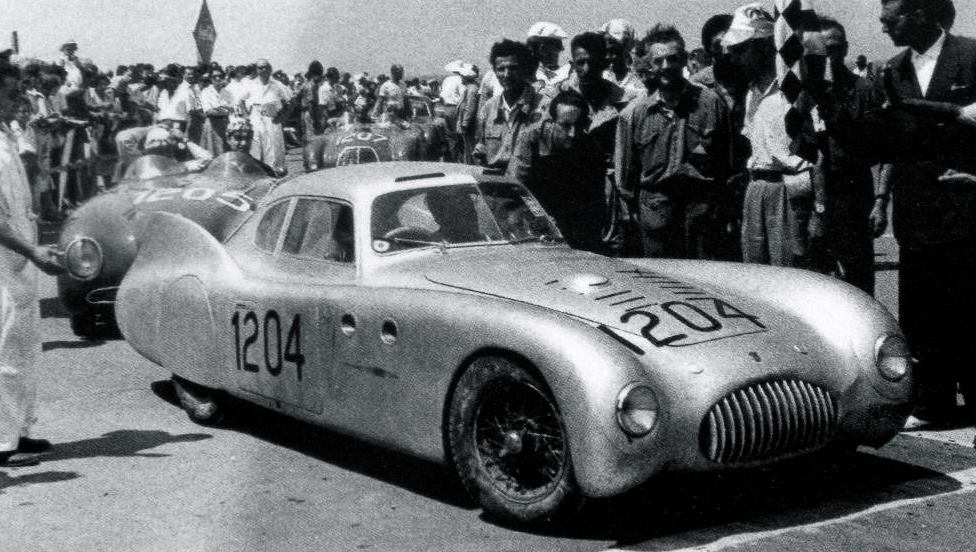
Cisitalia 202 CMM pilotée par Misorini et Serena.

La première édition de la Coppa della Toscana eut lieu en juillet 1949. Le départ de la course à travers la Toscane fut donné à Livourne. Le parcours couvrait une distance totale de 604 km. Sur les 80 équipages inscrits, seuls 44 réussirent à franchir la ligne d'arrivée à Livourne.
Le vainqueur général de la course fut Ugo Bormioli au volant de l'Ermini 1100 Siluro, atteignant une vitesse moyenne de 113,8 km/h. Il concourait dans la catégorie plus petite des "Sport 1.1". Les Lancia Aprilia et Alfa Romeo 6C, qui terminèrent respectivement aux deuxième et troisième places, faisaient partie de la catégorie supérieure "Sport +1.1".
Giovanni Lurani, assisté de Cortese, remporta la catégorie 'T+1.5' au volant d'une Bristol. Danzi et Bracco, sur une Lancia Aprilia, s'imposèrent en 'T1.5'. L'équipe Leonardi/Rosati, pilotant une rare Fiat-Patriarca, s'adjugea la victoire en "Sport 750".
Résultats principaux de la Coppa della Toscana 1949 :
| Pos. | Class Pos. | Classe | No.  | Pilotes                         | Voiture                 |
| ---- | ---------- | ------ | ---- | ------------------------------- | ----------------------- |
| 1er  | 1er        | S1.1   | 1210 | Ugo Bormioli Caffini            | Fiat-Ermini 1100 Siluro |
| 2e   | 1er        | S+1.1  |      | Sonio Coletti                   | Lancia Aprilia          |
| 3e   | 2e         | S+1.1  |      | Aldo Benedetti Renzo Battaglini | Alfa Romeo 6C 2500      |
| 4e   | 2e         | S1.1   |      | Elio Checcacci M. Checcacci     | Stanguellini S1100      |
| 5e   | 3e         | S1.1   |      | Ovidio Capelli Mario Brambilla  | Stanguellini S1100      |

### Édition 1950

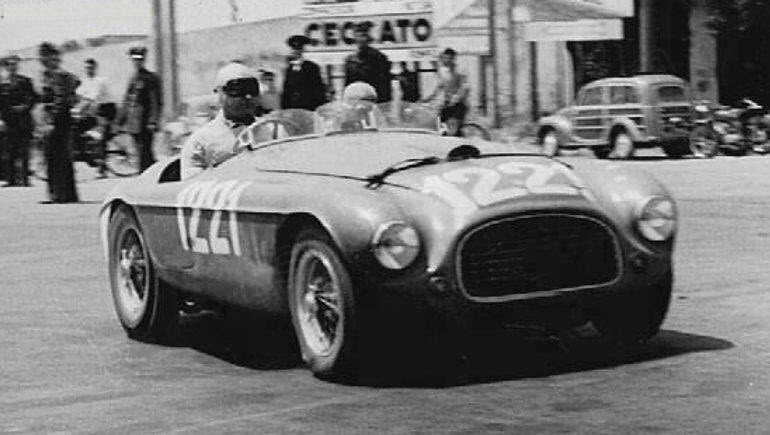
Ferrari 195 S Touring Barchetta gagnante.

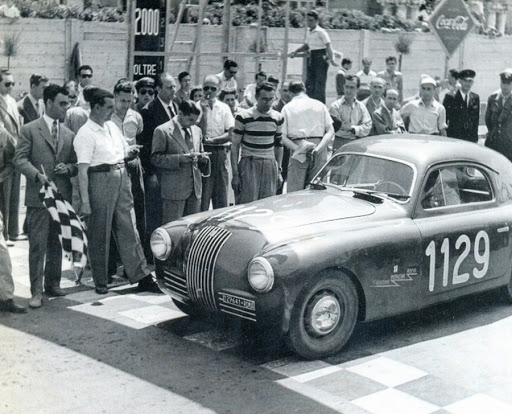
Carotti et Ercolani en Fiat 1100 S en 1950.

La deuxième édition, la II. Coppa della Toscana, suivit un circuit plus long de 680 km, avec un départ et une arrivée toujours situés à Livourne. La popularité de la course grandit et 152 équipages s'inscrivirent.
Deux Ferrari 195 S occupèrent les deux premières places, les mêmes voitures qui avaient terminé première et deuxième à la Mille Miglia plus tôt dans l'année, mais dans un ordre inversé. La vitesse moyenne de la barchetta victorieuse fut de 127,7 km/h. La troisième place revint à Ermini, seulement trois secondes derrière, tout en remportant sa catégorie. Son moteur, basé sur Fiat, faisait la moitié de la taille de celui des Ferrari 195.
Schwelm Cruz et Datisi, sur Alfa Romeo 6C, remportèrent la catégorie Grand tourisme. "Ippocampo" (Umberto Castiglioni) et Mori, sur Lancia Aprilia, s'imposèrent en catégorie "T+1.1".
Résultats principaux de la Coppa della Toscana 1950 :
| Pos. | Class Pos. | Classe | No.  | Pilotes                       | Voiture                  |
| ---- | ---------- | ------ | ---- | ----------------------------- | ------------------------ |
| 1er  | 1er        | S+2.0  | 1221 | Dorino Serafini Ettore Salani | Ferrari 195 S barchetta  |
| 2e   | 2e         | S+2.0  | 1217 | Franco Cornacchia Del Carlo   | Ferrari 195 S berlinetta |
| 3e   | 1er        | S1.1   |      | Piero Scotti Giulio Cantini   | Fiat-Ermini 1100         |

### Édition 1951

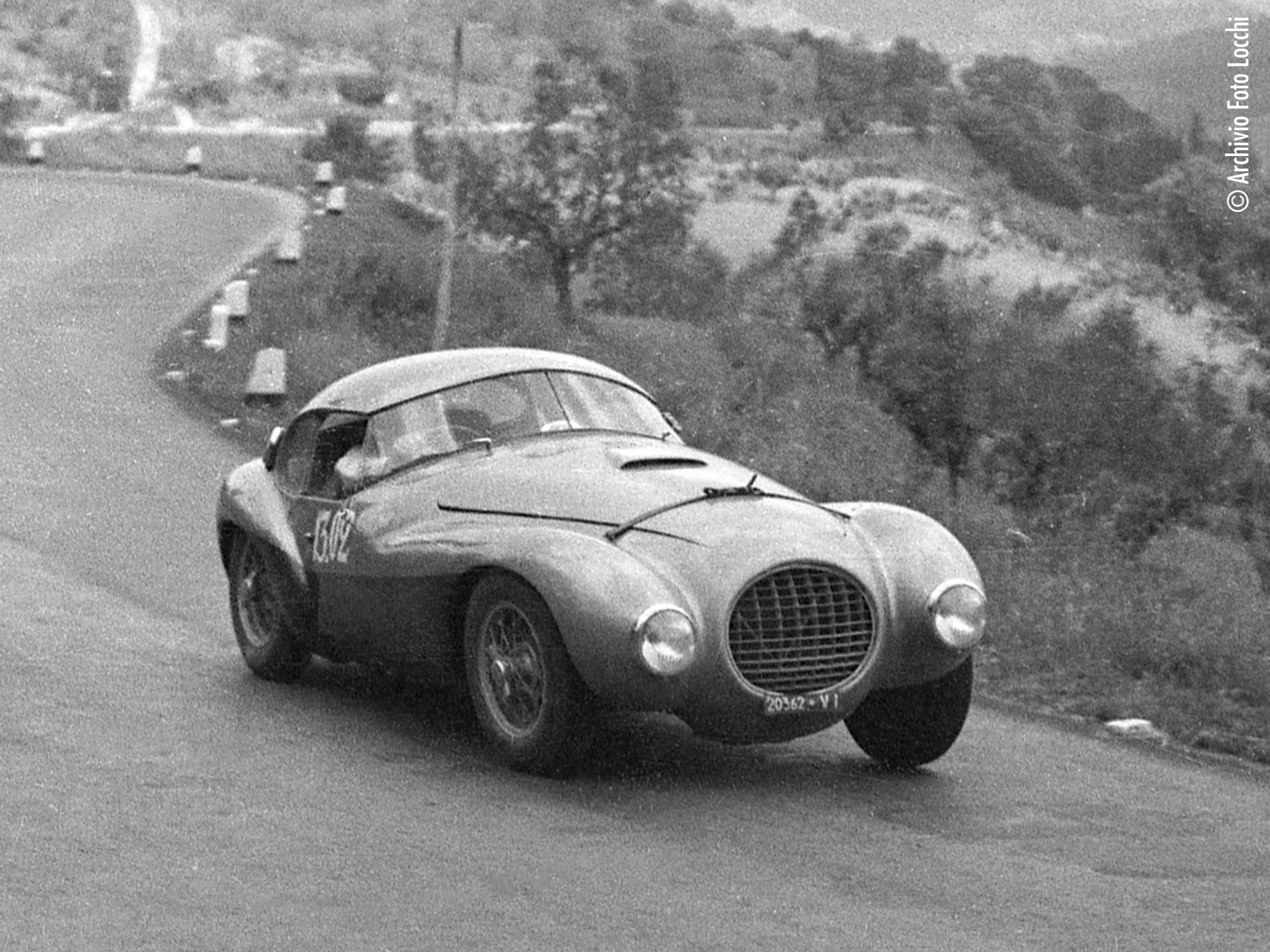
Ferrari 212 Export Fontana Berlinetta l'Uovo.

La 3e Coppa della Toscana a utilisé la même longueur de circuit, mais la ligne de départ/arrivée a été déplacée à Florence. Encore plus de voitures ont participé cette année-là : 186 et 97 d'entre elles ont été classées à l'arrivée.

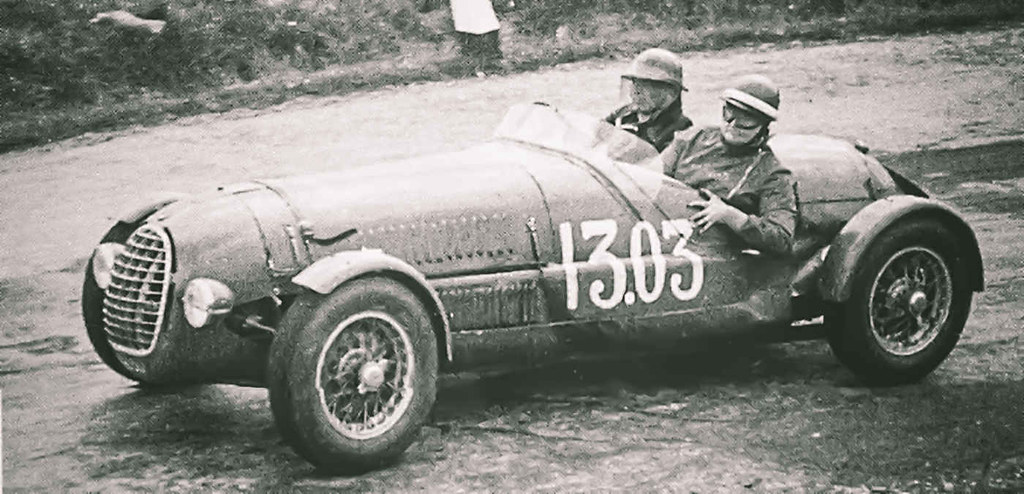
La Ferrari-Jaguar Special de Biondetti remporte la 4e place et la victoire de sa catégorie.

La Ferrari 212 Export Fontana Berlinetta l'Uovo, engagée par la Scuderia Marzotto, a remporté la course. La voiture, convertie à partir d'une 166 MM Barchetta accidentée, a été reconfigurée avec une carrosserie unique par Carrozzeria Fontana. La vitesse moyenne du vainqueur était de 129,7 km/h.
Cornacchia et Del Carlo, avec la Ferrari 212 MM engagée par la Scuderia Guastella, ont remporté la catégorie GT.
Résultats principaux de la Coppa della Toscana 1951 :
| Pos. | Class Pos. | Class  | No.  | Pilotes                           | Voiture                          |
| ---- | ---------- | ------ | ---- | --------------------------------- | -------------------------------- |
| 1er  | 1er        | S2.0   | 1302 | Giannino Marzotto Marco Crosara   | Ferrari 212 Export berlinetta    |
| 2e   | 1er        | S+2.0  | 1258 | Vittorio Marzotto Vittorio Zanuso | Ferrari 340 America barchetta    |
| 3e   | 2e         | S2.0   |      | Piero Scotti                      | Ferrari 212 Export spyder        |
| 4e   | 1er        | GT+2.0 | 1303 | Clemente Biondetti G. Vinci       | Biondetti Ferrari-Jaguar Special |
| 5e   | 1er        | S1.1   | 1224 | Giulio Cabianca Luigi Zanelli     | Osca MT4 1100                    |

### Édition 1952

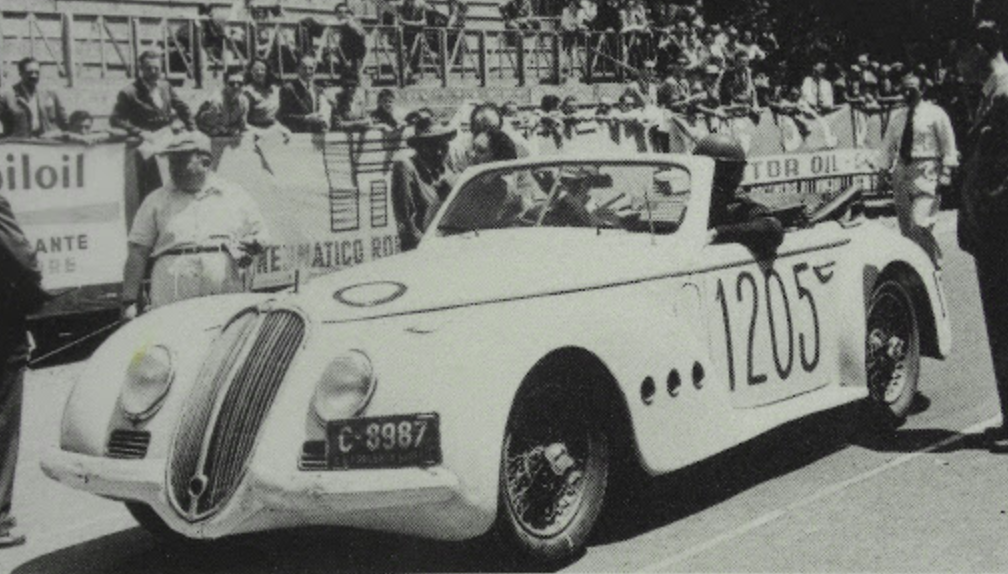
L'Alfa Romeo 6C 2500 « Rosa Bianca » du lieutenant américain Henry Bartecchi.

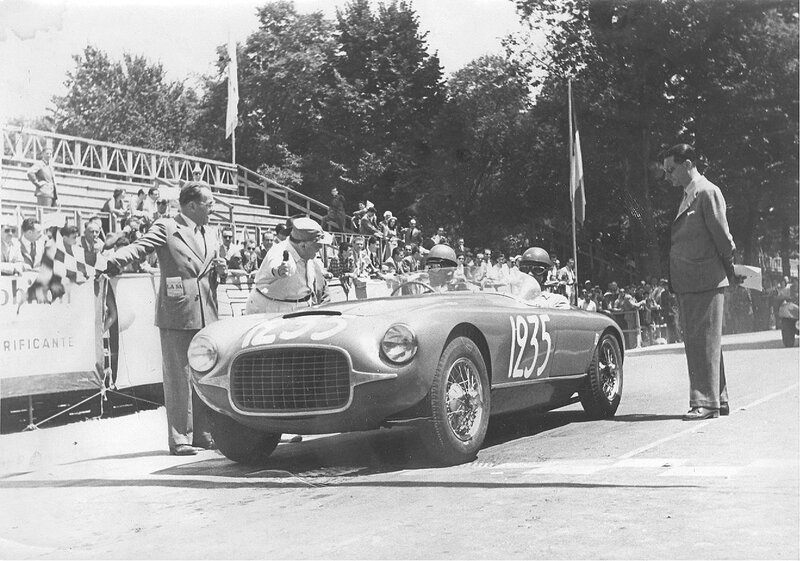
Renato Nocentini dans la Ferrari 159 C de 1947 à carrosserie Motto (n° 002C).

La quatrième édition de la Coppa della Toscana s'est déroulée en juin 1952,. La distance de la course a été allongée à 739 km. La Ferrari victorieuse a atteint une vitesse moyenne de 121,9 km/h,.
Scotti et Pieratelli, au volant d'une Lancia Aurelia, ont remporté la catégorie "GT2.0". Felice Bonetto, assisté de Giampaolo Volpini, également sur une Lancia Aurelia mais en version B21 berlina, a remporté la catégorie "T+1.5". Emilio Giletti et Walter Loro Piana, pilotant une Ferrari 166 MM Touring Barchetta, ont terminé premiers de la catégorie "S2.0".
Les meilleurs résultats de la Coppa della Toscana 1952 :
| Pos. | Class Pos. | Classe | No.  | Pilotes                          | Voiture                   |
| ---- | ---------- | ------ | ---- | -------------------------------- | ------------------------- |
| 1er  | 1er        | S+2.0  | 1249 | Bruno Sterzi Arnoldo Roselli     | Ferrari 225 S berlinetta, |
| 2e   | 1er        | S1.1   | 1230 | Roberto Sgorbati Luigi Zanelli   | Osca MT4 1100             |
| 3e   | 2e         | S1.1   | 1210 | Bruno Venezian Achille Albarelli | Osca MT4 1100             |
| 4e   | 1er        | GT+2.0 |      | Franco Cornacchia Ruffini        | Ferrari 212 MM berlinetta |
| 5e   | 3e         | S1.1   | 1213 | Diego Capelli Giuseppe Veronelli | Osca MT4 1100             |

### Édition 1953

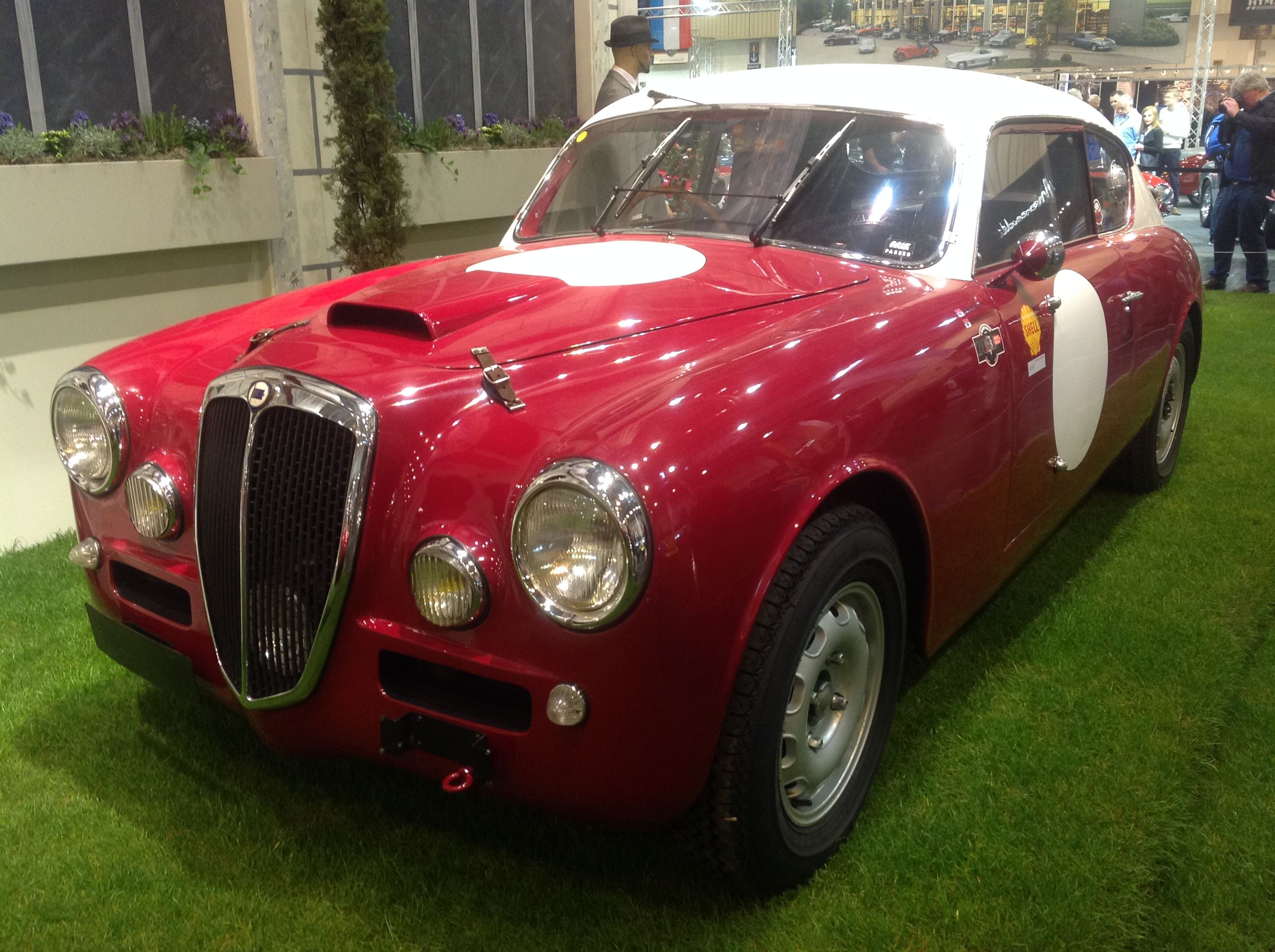
Lancia Aurelia B20 GT.

La 5e Coppa della Toscana s'est tenue en mai 1953. Le circuit et la distance de la course ont été raccourcis à 633 km. Au total, 200 équipes ont pris le départ de l'épreuve, dont 109 ont été classées à l'arrivée.

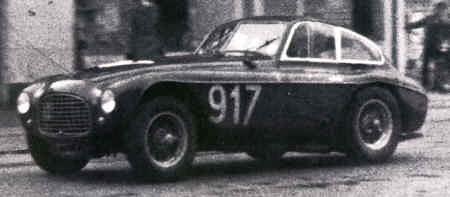
Ferrari 166 MM recarrossée par Zagato comme berlinette.

La Scuderia Lancia a dominé l'événement et monopolisé le podium, les trois premières places étant occupées par leurs Aurelia GT 2500. L'équipe victorieuse, composée de Clemente Biondetti et Gino Bronzoni, a réalisé une vitesse moyenne de 117,6 km/h.

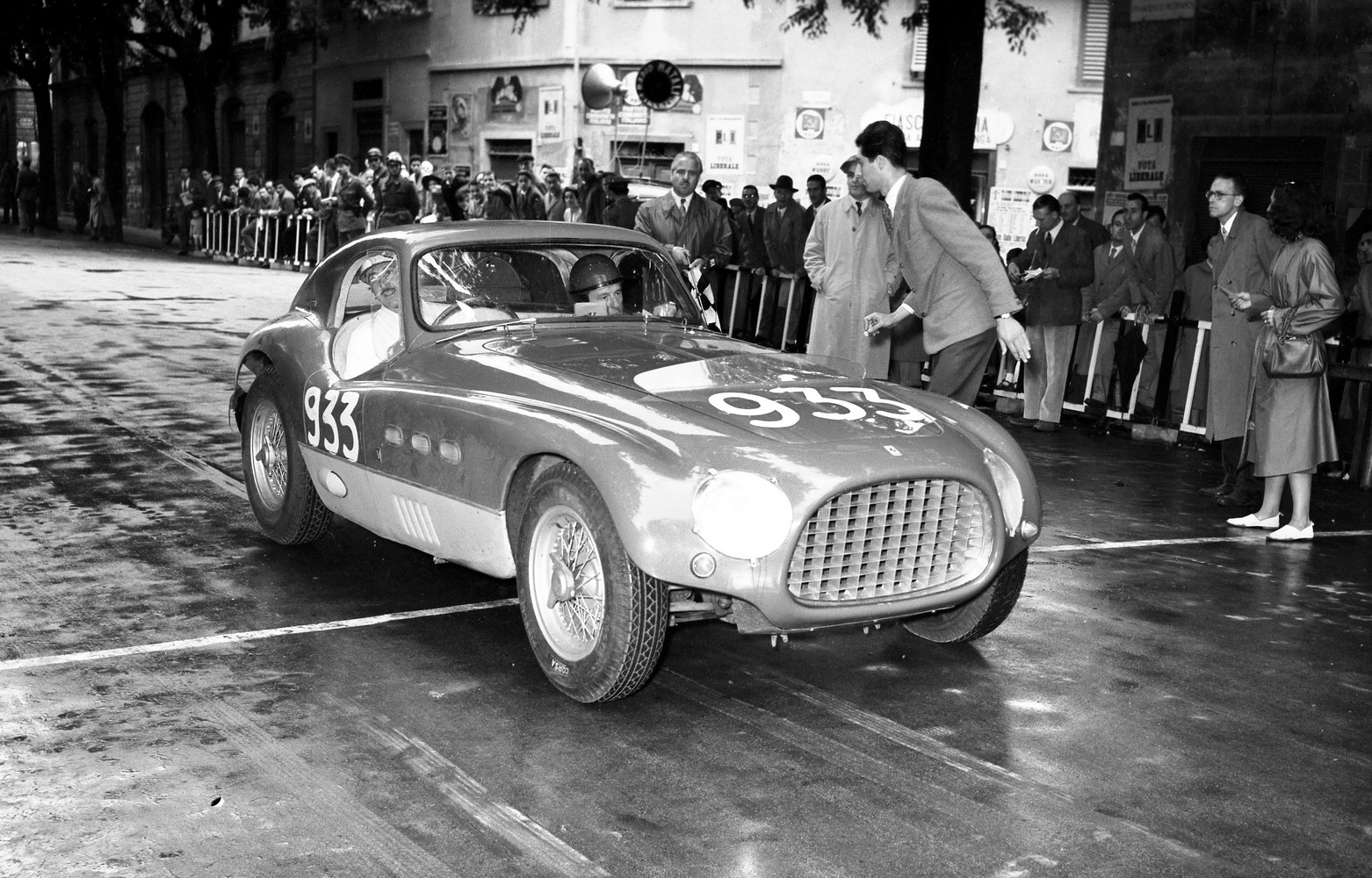
Ferrari 340 MM Vignale Spyder avec toit rigide pilotée par Bruno Sterzi et Giulio Rovelli, arrivés à la 6e place du classement général.

Roberto Sgorbati et Luigi Zanelli, au volant de l'OSCA MT4 1100, ont remporté la catégorie "S1.1". Luigi Bellucci, accompagné de Colucci, a gagné dans la catégorie "GT2.0" avec une Alfa Romeo 1900. Sergio Mantovani, pilotant une Maserati A6GCS/53 Fantuzzi Spyder, s'est imposé dans la classe "S2.0". Carlo Chiti, engagé avec la Benedetti Giannini 750 Sport, n'a pas terminé la course.
Le meilleur résultat pour Ferrari fut une dixième place au classement général avec Scotti et Cantini. Siro Sbraci, au volant de la Ferrari 212 Inter, a remporté la catégorie "S+2.0".
Meilleurs résultats de la Coppa della Toscana 1953 :
| Pos. | Class Pos. | Classe | No. | Pilotes                          | Voiture                       |
| ---- | ---------- | ------ | --- | -------------------------------- | ----------------------------- |
| 1er  | 1er        | GT+2.0 |     | Clemente Biondetti Gino Bronzoni | Lancia Aurelia GT 2500        |
| 2e   | 2e         | GT+2.0 |     | Gino Valenzano Luigi Maggio      | Lancia Aurelia GT 2500        |
| 3e   | 3e         | GT+2.0 |     | Roberto Piodi Bruno Veglia       | Lancia Aurelia GT 2500        |
| 4e   | 1er        | S+2.0  |     | Franco Bordoni Luigi Daffano     | Gordini T15S 2.3              |
| 5e   | 1er        | T+1.5  |     | Piero Carini A. Artesani         | Alfa Romeo 1900 TI            |
| 6e   | 2e         | S+2.0  | 933 | Bruno Sterzi Giulio Rovelli      | Ferrari 340 MM Vignale Spyder |
| 7e   | 1er        | S1.1   | 218 | Roberto Sgorbati Luigi Zanelli   | OSCA MT4 1100                 |
| 8e   | 1er        | GT2.0  |     | Luigi Bellucci Alfredo Colucci   | Alfa Romeo 1900               |

### Édition 1954

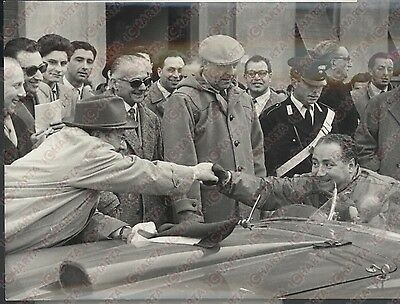
Piero Scotti après avoir gagné la Coppa della Toscana avec la Ferrari 375 MM Pinin Farina Spyder.

La 6e Coppa della Toscana fut la dernière édition de la Coupe de Toscane. Elle se déroula sur le circuit le plus long de l’histoire de la course, couvrant 760 km à travers la Toscane. La popularité de l’événement commença à décliner par rapport à l’année précédente, avec seulement 132 voitures engagées. À l’issue de la course, 75 équipes furent classées.
La victoire revint à Piero Scotti au volant d’une Ferrari 375 MM Pinin Farina Spyder de 4,5 litres de cylindrée, avec une vitesse moyenne de 126,3 km/h. La Gordini de 3,0 litres arrivée en deuxième position franchit la ligne d’arrivée près de douze minutes plus tard.
Francesco Giardini et Cestelli, au volant de l’OSCA MT4 1100, remportèrent la catégorie « S1.1 ». Piero Carini et A. Artesani, engagés sur une Alfa Romeo 1900 TI, s’imposèrent dans la catégorie « TS ». Franco Ribaldi, accompagné de Basili, triompha dans la catégorie « GT+2.0 » à bord d’une Lancia Aurelia GT. Enfin, la plus petite classe de cylindrée, la « S350 », fut remportée par les frères Romiti sur une Iso Isetta.
Principaux résultats de la Coppa della Toscana 1954 :
| Pos. | Class Pos. | Classe   | No. | Pilotes                      | Voiture                   |
| ---- | ---------- | -------- | --- | ---------------------------- | ------------------------- |
| 1er  | 1er        | S+2.0    | 937 | Piero Scotti                 | Ferrari 375 MM spyder     |
| 2e   | 2e         | S+2.0    |     | Franco Bordoni A. Da Fano    | Gordini 24S 3.0           |
| 3e   | 1er        | serS+750 |     | Camillo Luglio Elfo Frignani | Ferrari 250 MM berlinetta |
| 4e   | 3e         | S+2.0    |     | Roberto Piodi                | Lancia Aurelia GT 2500    |
| 5e   | 2e         | serS+750 |     | Sergio Ferraguti             | Maserati A6GCS/53 spyder  |

### Annulation
La course s'est déroulée pendant six éditions consécutives entre 1949 et 1954. En 1955, les dix clubs automobiles toscans n'ont pas réussi à se mettre d'accord sur l'édition de l'année suivante. L'Automobile Club de Florence s'est retrouvé sans soutien et la Coppa della Toscana a été annulée. Le Club a décidé d'organiser une course alternative en Toscane sur le circuit routier du Mugello, qui serait plus tard connue sous le nom de Grand Prix du Mugello.

## Retour
En 1996, les membres du Tuscan Vintage Motor Car Club ont relancé l'événement, longtemps abandonné. La course recréée est devenue un événement touristique appelé la Coupe de Toscane et est reconnue par l'organisation ASI. Depuis 2002, la reconstitution de la course historique bénéficie du soutien organisationnel de tous les clubs automobiles toscans.